# Александровка (район Чернигова)
Александровка (укр. Олександрівка) — историческая местность (район) Чернигова, расположенная на территории Деснянского административного района.

## История
В 1880 году был образован Халявинский уезд, а согласно переписи 1917 года в составе которого числился хутор. Глинский хутор (прежнее название) на окраине Чернигова возник в 1890-е года. В 1896 году здесь насчитывалось 2 двора.
Согласно справочнику «Українська РСР. Административно-теріторіальний поділ на 01 вересня 1946 року» статус НП был хутор и числился в составе Певчанского сельсовета, затем согласно справочнику «Українська РСР. Административно-теріторіальний поділ на 01 січня 1972 року» село числилось в составе Бобровицкого сельсовета. В 1980-е годы село числилось в составе Новосёловского сельсовета. 
Население Александровки на 1990 год 840 человек. 
В 1999 году Александровка, наряду с другим селом Черниговского района Певцы, было включено в состав Деснянского района Черниговского горсовета без сохранения статуса, Постановлением Верховного Совета Украины Про изменение границ города Чернигов Черниговской области (Про зміну меж міста Чернігів Чернігівської області) от 8 июля 1999 года № 872-14.

## География
Район Александровка расположен в северной периферийной части Черниговаː севернее улицы Маресьева и до административной границы Черниговского горсовета с Черниговским районом. Застройка Александровки преимущественно усадебная (частные дома), частично малоэтажная жилая (несколько 2-3-этажных квартирных домов и один многоэтажный дом по улицам Маресьева и Королёва). По состоянию местности на 1985 год между сёлами Певцы и Александровка расположено поле с  наименьшим расстоянием около 0,5 км, к 2019 году поле застроено (между современными улицами Анатолия Шкурко и Королёва) и районы без чётко выраженных границ. Юго-восточная часть современного района застраивалась после 1999 года. 
Северо-западнее примыкает историческая местность Певцы, юго-западнее — садово-дачные участки (садовое общество «Ветеран») и лесопарк Яловщина, севернее — территория промпредприятия и спецтерритория (аэродром), юго-восточнее — территория промпредприятий и многоэтажная жилая застройка Улица 1 Танковой бригады (Генерала Белова) (Бобровицкий жилмассив). 
На территории района нет предприятий. Здесь расположено Александровское кладбище. На территории кладбища (улица 1 Мая между домами №№ 307 и 309) расположен памятник истории местного значения «Братская могила 157 советских воинов, которые погибли в сентябре 1943 года» (1943, 1958) под охранным № 1878, без охранной зоны.
Отсутствует сеть централизованной канализации в усадебной застройке.  
|                                            |                |                 |                                                                            |
| проспект Михаила Грушевского (улица 1 Мая) | улица Королёва | Кольцевая улица | Братская могила 157 советских воинов, которые погибли в сентябре 1943 года |

### Улицы
Основные улицы — 1 Мая и Кольцевая. Первого Мая тянется с севера на юг вдоль всего района, Кольцевая — с запада на восток, разделяя район на две части (северную и южную). После вхождения Александровки в черту города Чернигова улицы для упорядочивания наименований были переименованы, например, Гагарина стала частью улицы 1 Мая (ныне проспект Михаила Грушевского), Шевченко на Григоренко, Комарова на Сергея Ефремова.
Улицы: проспект Михаила Грушевского (улица 1 Мая), Авиации, Александровская, Архитектурная,  Багряного, Балицкого (до 2003 года — Заводская), Бориса Гмыри, Ветеринарная (Маресьева), Вострышева, Григоренко (до 2002 года — Шевченко), Грушевского, Джеймса Мейса (Банченкова), Земляничная, Инженерная, Кольцевая, Комочкова (до 2003 года — Цветочная), Королёва, Максима Березовского , Надежды, Новоукраинская, Полевая, Полторацких, Пригородная, Прорезная, Рапопорта (до 2013 года — Полесская), Садовая, Северская, Сергея Ефремова (до 2003 года — Комарова), Скоропадского, Спасская, Тополиная, Филиппа Орлика (Черняховского), Ярославны (Григория Щербины) ; переулки: Григоренко (бывший переулок Шевченко), 1-й и 2-й Королёва, 1-й, 2-й и 3-й переулок Надежды.
1 июня 2023 года улицы Черняховского и Григория Щербины были переименованы соответственно на Филиппа Орлика и Ярославны, 10 июля 2024 года — Маресьева на Ветеринарная. 

## Социальная сфера
Нет школ и детских садов.

## Транспорт
По проспекту Михаила Грушевского (улице 1 Мая) проходят автобусные маршруты № 21, 30. Нет троллейбусных маршрутов.